# Kali ferricyanide
Kali ferricyanide là một hợp chất vô cơ với công thức hóa học K3Fe(CN)6. Muối màu đỏ tươi này chứa ion bát diện Fe(CN)63−. Chất này tan trong nước và dung dịch của nó tạo ra màu vàng lục dưới ánh sáng huỳnh quang. Chất này được Leopold Gmelin tìm ra năm 1822, và ban đầu được dùng trong việc điều chế thuốc nhuộm màu xanh.

## Điều chế
Kali ferricyanide được điều chế bằng cách cho clo đi qua dung dịch kali ferrocyanide. Sau đó kali ferricyanide được tách ra khỏi dung dịch:
2K4Fe(CN)6 + Cl2 → 2K3Fe(CN)6 + 2KCl

## Cấu trúc
Tương tự như các muối cyanide kim loại khác, kali ferricyanide rắn có một cấu trúc polyme phức tạp. Polyme này bao gồm một trung tâm bát diện Fe(CN)63− kết nối với các ion K+ gắn vào các phối tử CN. Liên kết  K+---NCFe bị phá vỡ khi chất rắn hòa tan trong nước.

## Ứng dụng
Hợp chất này được sử dụng rộng rãi trong việc vẽ bản vẽ chi tiết và trong nhiếp ảnh (quy trình cyanotype). Một số quy trình chỉnh sửa ảnh có sử dụng kali ferricyanide. Kali ferricyanide được sử dụng như là một chất oxy hóa để loại bỏ bạc ra khỏi các âm bản và dương bản, một quá trình gọi là chấm khắc. Trong nhiếp ảnh màu, kali ferricyanide được sử dụng để giảm kích thước của các chấm màu mà không làm giảm số lượng của chúng, một loại chỉnh sửa màu thủ công. Nó cũng được sử dụng trong nhiếp ảnh đen trắng với natri thiosunfat (hypo) để giảm mật độ của một âm bản hoặc ảnh bạc gelatin, khi đó hỗn hợp được gọi là chất giảm mật độ của Farmer; điều này có thể giúp giải quyết các vấn đề do phơi sáng âm bản, hoặc làm sáng các điểm nổi bật trên ảnh.
Hợp chất này được dùng trong việc cứng hóa sắt và thép, trong mạ điện, nhuộm len, chất oxy hóa trong phòng thí nghiệm và trong hóa hữu cơ.